# 牛鞭草孢堆黑粉菌
牛鞭草孢堆黑粉菌（学名：Sporisorium lepturi）是属于黑粉菌目黑粉菌科孢堆黑粉菌属的一种真菌，寄生在牛鞭草属植物上。该种分布于中国、日本、印度、巴基斯坦、阿富汗、埃及、澳大利亚等地。